# 施达德
施达德（1860年12月2日—1931年7月16日），原名查爾斯·托馬斯·施达德（Charles Thomas Studd）是英国著名的板球手，曾代表英国参加重要赛事；1885年改行担任传教士（剑桥七杰之一），先后在中国、印度和非洲传教。

## 生平
1860年12月2日，施达德出生在英国北安普敦郡的斯普拉顿，是兄弟中最年幼的一个。父亲爱德华·施达德（Edward Studd）因在印度栽种靛蓝染料而成为巨富。他退休回到英国以后，热衷于赌马，建立了一个庞大的赛马场。
施达德在16岁时表现出在板球方面的天赋，19岁时担任伊顿公学的板球队长；1877年毕业于伊顿公学，1881年进入剑桥大学三一学院。他参加了世界上最负盛名的板球赛“灰烬杯”（The Ashes），是一位出色的击球手。
1877年，由于朋友文生的介绍，施达德的父亲爱德华施达德到Drury Lane剧院参加了慕迪和山克（Sankey）的布道会，而成为虔诚的基督徒，放弃了赛马事业，热心传福音。1878年暑假期间，爱德华施达德邀请传道人来到他们的庄园，通过与一位讲员私下的谈话，施达德得到重生的经历，也如同父亲一样，成为一个“玩真的”基督徒。

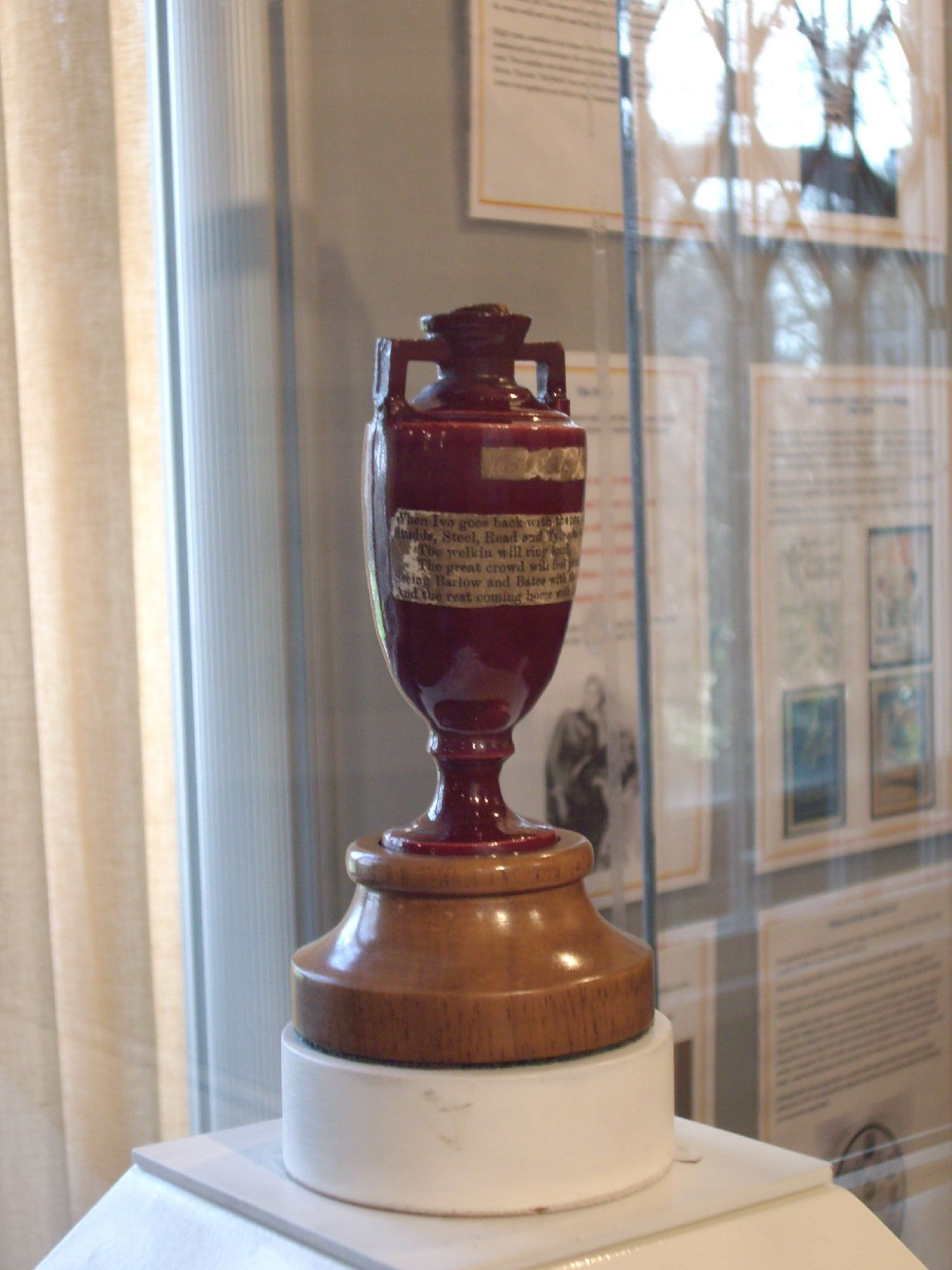
灰烬杯

1884年，施达德的哥哥乔治身患严重的疾病，这迫使施达德思考严肃的人生问题。于是他决定放弃板球，加入了戴德生创立的中国内地会，在1885年2月，和另外6名剑桥大学毕业生（称为剑桥七杰）——章必成（Montague Beauchamp）、司安仁（Stanley Smith）、宝耀庭（Cecil H. Polhill-Turner）、亚瑟·端纳（A. T. Polhill-Turner）、何斯德（Dixon Edward Hoste）、盖士利（William W. Cassels）一同前往中国传教。
1888年，施达德在中国天津与来自爱尔兰的女传教士普莉西雅·施德活（Priscilla Stewart）结婚。在婚礼之前，这位新娘要求施达德效法圣经中的少年财主，变卖一切财产。
施达德继承的遗产有29000英镑，其中5000英镑捐献给了美国芝加哥的慕迪圣经学院，5000英镑捐献给了乔治·慕勒在布里斯托尔所办的孤儿院，5000英镑捐献给了救世军的将军，资助他们在印度的工作。
婚后生有4个女儿（Grace, Dorothy, Edith & Pauline)和2个儿子。
1931年7月16日，施达德在比属刚果的Ibambi逝世。

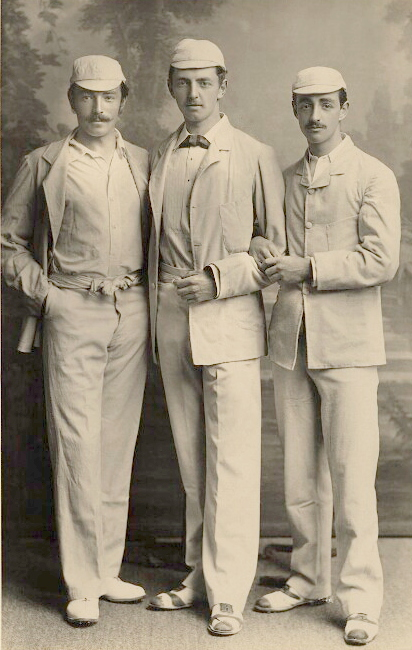
中立者为施达德

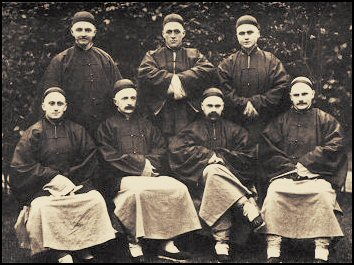
剑桥七杰